# Xã Venango, Quận Butler, Pennsylvania
Xã Venango (tiếng Anh: Venango Township) là một xã thuộc quận Butler, tiểu bang Pennsylvania, Hoa Kỳ. Năm 2010, dân số của xã này là 868 người.